# Porto Montenegro

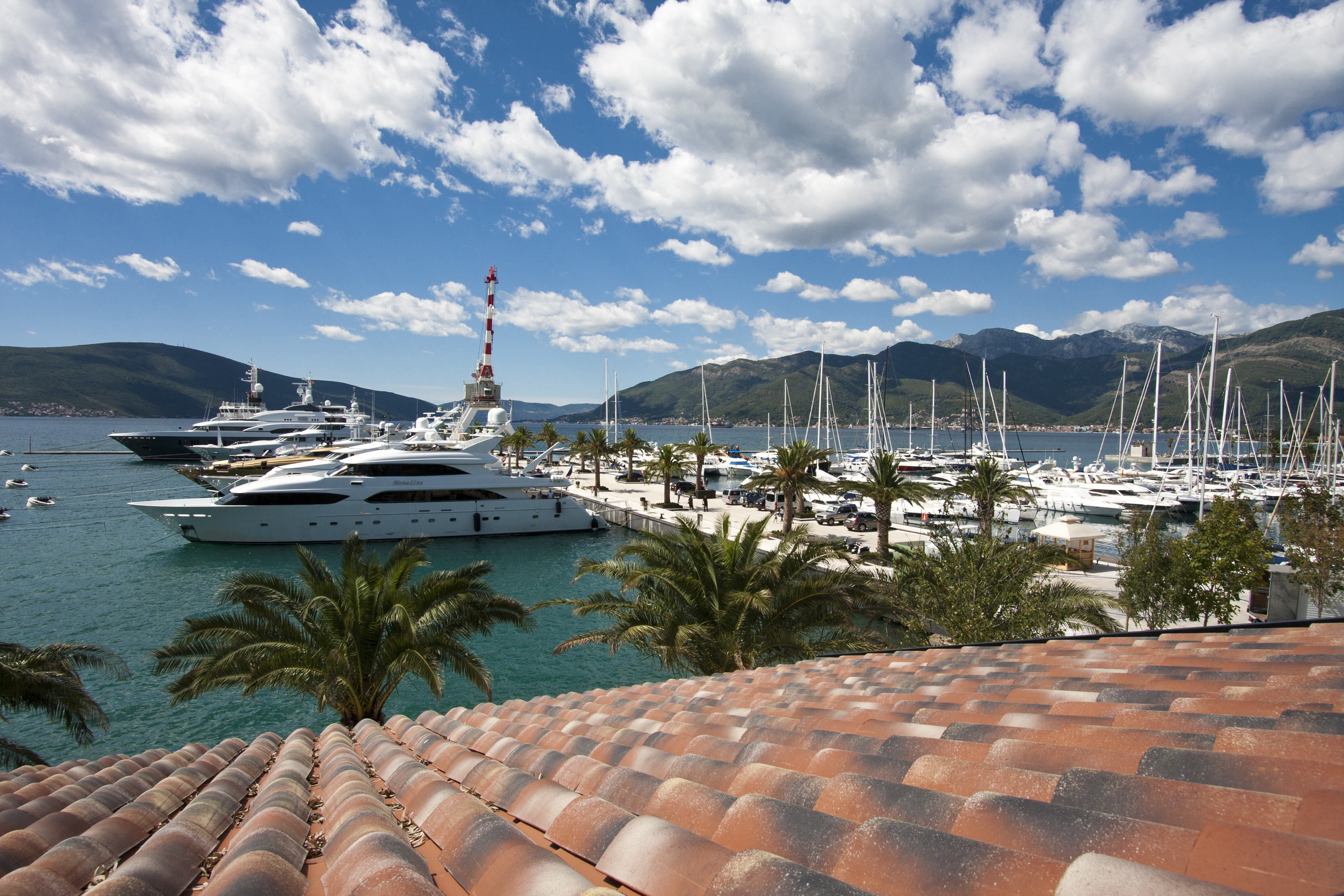
Вид на Порто Монтенегро из Teuta Residences

Porto Montenegro — марина в городе Тиват в Черногории, на берегу Которского залива. Самая большая марина для яхт в мире по размеру и вместимости.
Комплексный проект категории «люкс» с развитой инфраструктурой, не имеющий аналогов в Адриатике, а в Европе существует всего несколько подобных проектов. Фактически проект задуман как маленький город, где есть все необходимые объекты для отдыха, проживания владельцев яхт и любителей яхт-спорта.

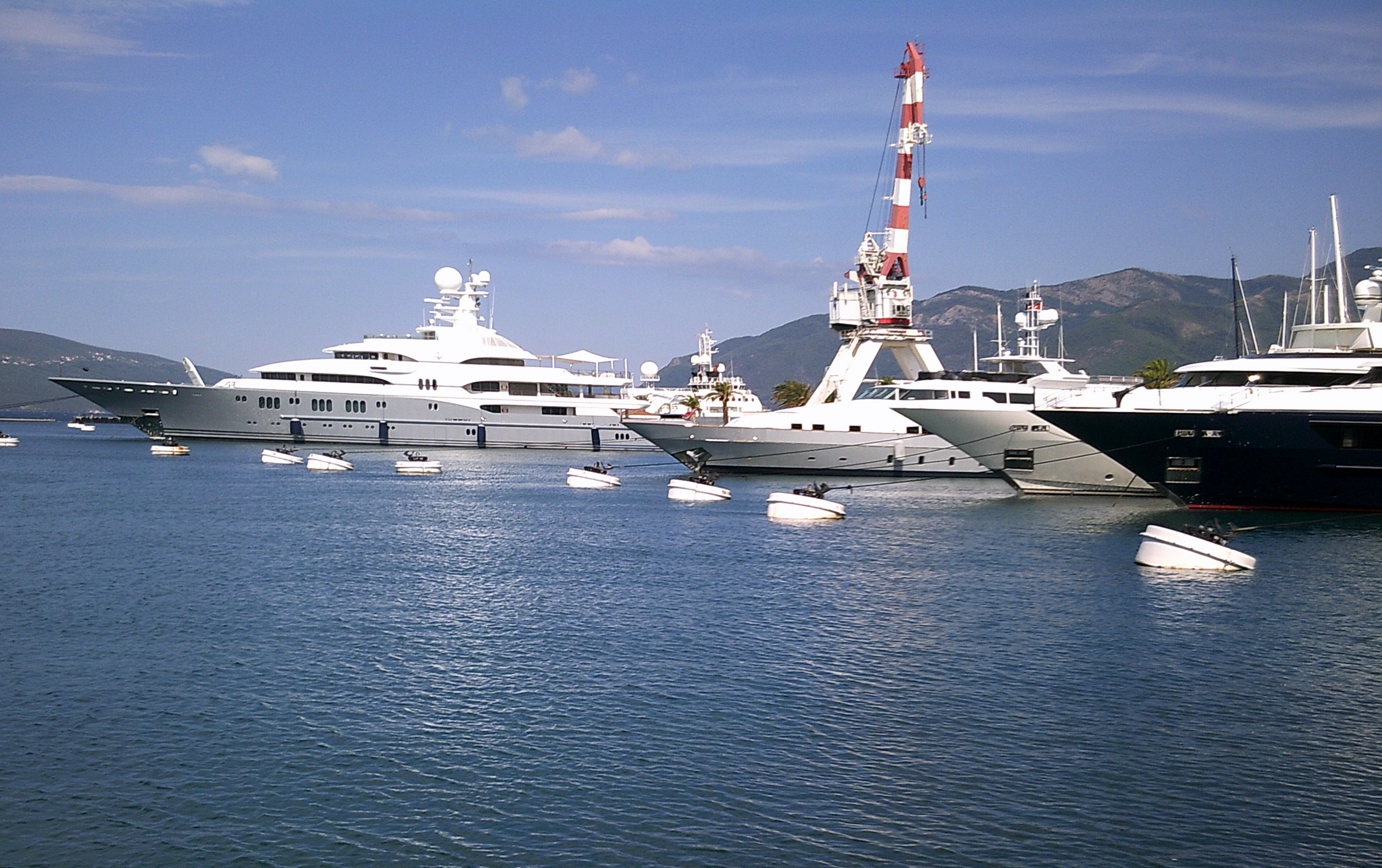
«Супер-яхты» в Порто Монтенегро

Марина рассчитана на 620—630 яхт-мест, в том числе на 150 супер-яхт (более 150 м в длину). Стоимость проекта оценивается в сумму более чем 1 миллиард долларов США.
История развития проекта началась в 2006 году по инициативе канадского бизнесмена Питера Мунка. В формировании инвестиционного пула проекта также участвовали Джейкоб и Натаниэль Ротшильд, Энтони Мунк, Бернар Арно и Шандор Демьян. Красота Которской бухты, отличные условия для яхтинга и близость аэропорта г. Тиват сделали эту местность идеальной для расположения яхт-марины. Кроме того, в Тивате работает верфь, где можно заказать строительство яхты.
Инфраструктура марины включает широкий спектр объектов, в том числе роскошные отели, конференц-центр, спорткомплекс, арт-галерею, музей, рестораны, бары и бутики. Около 10 000 м² выделяется под ретейл: жители и гости марины смогут прогуливаться по торговым улицам. Проект предусматривает строительство гольф-поля на 18 лунок. Марина расположена недалеко от учебного центра морской подготовки, где можно пройти инженерные курсы, изучить основы профессии моряка, правила оказания медицинской помощи и поведения на воде.
Реализация проекта предусматривает наличие жилых апартаментов.
С лета 2010 года Porto Montenegro является официальным портом для въезда, однако строительство порта еще продолжается. Некоторые владельцы яхт уже забронировали места для стоянки своих судов.
При марине действует музей «Собрание морского наследия».